# Le Parfum d'Yvonne
Pour plus de détails, voir Fiche technique et Distribution.
Le Parfum d'Yvonne est un film français réalisé par Patrice Leconte et adapté du roman Villa triste de Patrick Modiano, sorti le 23 mars 1994.

## Synopsis
Au début des années 1960, un jeune comte qui se prétend d'origine russe et rentier, en villégiature sur les bords d'un lac (le lieu n'est pas précisé, mais le tournage eut lieu à Évian), tombe amoureux d'une sublime jeune femme, Yvonne, qui est accompagnée de son dogue allemand Oswald et d'un vieil homme excentrique, le docteur Meinthe. Peu à peu, le comte va découvrir la singularité de ces êtres, et recevoir en particulier bien des mises en garde au sujet de la jeune femme qu'il souhaite épouser et emmener en Amérique pour y faire éclater son talent d'actrice. L'homosexualité du vieux médecin, se nommant lui-même la reine des Belges, est également plusieurs fois évoquée, toujours sur un ton insultant.

## Fiche technique
- Titre : Le Parfum d'Yvonne
- Réalisation : Patrice Leconte
- Scénario : Patrice Leconte d'après le roman Villa triste (1975), de Patrick Modiano
- Montage : Joëlle Hache
- Photographie : Eduardo Serra
- Costumes : Annie Périer
- Décors : Ivan Maussion
- Musique  : Pascal Estève 
  - violoncelle soliste : Eduardo Lubo Lozada
- Pays d'origine :  France
- Format : couleur - 2,35:1 - Dolby Digital - 35 mm
- Genre : drame
- Durée : 86 minutes
- Date de sortie : 
  - France : 23 mars 1994

## Distribution
- Jean-Pierre Marielle : Dr René Meinthe
- Hippolyte Girardot : Victor Chmara
- Sandra Majani : Yvonne Jacquet
- Richard Bohringer : l'oncle d'Yvonne
- Paul Guers : Daniel Hendrickx
- Corinne Marchand : La patronne des Tilleuls
- Philippe Magnan : Pulli
- Claude Derepp : Roger Fossorie
- Claude Aufaure : L'homme à tête d'épagneul
- Isabelle Tinard : Tounette
- Luc Palun : Jacky
- Didier Lafaye : Le concierge de L'Hermitage
- Louis-Marie Audubert : le chanteur
- Marie Cosnay : La serveur de L'Avenir
- Jean-Paul Nicolaï : le voisin

## Accueil

### Accueil critique
Selon Patrice Leconte, le film est « boudé par le public et vilipendé par la critique »

## Commentaires
Le ressort principal du scénario consiste à poser des questions au spectateur sans y apporter de réponses, laissant libre cours à l'imagination de celui-ci. Victor Chmara est-il réellement comte et est-ce sa véritable identité ? Pourquoi ces insultes parsemant le film (« ici on ne sert pas les tantes », « j'ai connu ce blanc-bec quand il était enfant, il jouait à la poupée ») à l'adresse du docteur Meinthe ? Que pousse la jeune femme à tant désirer gagner ce petit concours local d'élégance et d'où vient l'argent qu'elle cache dans son armoire ? Pour quelle raison le docteur Meinthe reçoit-il un homme couvert de sang et quelle est sa véritable activité ?
Adapter au cinéma une œuvre de Patrick Modiano est toujours un exercice périlleux. Contrairement au livre, il n'est jamais suggéré que l'action se déroule durant les Accords d'Évian dans cette même ville, les trois personnages principaux jouant probablement un double jeu. Le spectateur reste ainsi sur sa faim tout au long du film et cela explique sans doute en partie la désaffection du public, malgré la grande poésie du film et la beauté de certains plans signés Eduardo Serra idéalisant par des effets de flashbacks les souvenirs visuels parcellaires d'un amour de jeunesse dont se remémore Victor Chmara, l'œil du spectateur ne pouvant percevoir le parfum enivrant de cette belle jeune femme tant il est difficile de traduire les senteurs en images.